# Miss Venezuela 2004
Miss Venezuela 2004 è la 52ª edizione del Concorso di bellezza Miss Venezuela e si è svolto presso il Poliedro di Caracas il 23 settembre 2004. La vincitrice del concorso fu la diciannovenne Mónica Spear che morì dopo 9 anni a 29 anni a Puerto Cabello nella località di El Cambur stato Carabobo uccisa durante un tentativo di rapina finito in tragedia. insieme a lei morì il suo ex-marito irlandese Thomas Henry Berry mentre la loro unica figlia di appena 5 anni è l'unica sopravvissuta a quell'assalto.

## Risultati
| Risultato Finale             | Candidata |
| ---------------------------- | --- |
| Miss Venezuela 2004          | - Guárico - Mónica Spear |
| Miss World Venezuela         | - Trujillo - Andrea María Milroy |
| Miss Venezuela Internacional | - Distrito Capital - María Andrea Gómez |
| 1ª Finalista                 | - Miranda - Stephanie Shena Thomas |
| 2ª Finalista                 | - Amazonas - Barbara Clara |
| Semifinalista (TOP 10)       | - Carabobo - Desireé Virginia Pallotta - Delta Amacuro - Jessika Concepción Grau - Lara - Emmarys Diliana Pinto - Sucre - Julene Isabel Recao - Zulia - Anabel Cristina Montiel |

## Candidate ufficiali
| Stato                  | Candidata                                   | Età | Altezza (m) | Città Natale            |
| ---------------------- | ------------------------------------------- | --- | ----------- | ----------------------- |
| Amazonas               | Bárbara Clara Pereira                       | 23  | 1,74        | Maturín                 |
| Anzoátegui             | María Magdalena Alfaro Lunar                | 19  | 1,74        | Puerto La Cruz          |
| Apure                  | Joelin Chiquinquirá Paredes Santiago        | 21  | 1,74        | Maracaibo               |
| Aragua                 | Jessica María Jardim Lino                   | 23  | 1,79        | Maracay                 |
| Barinas                | Krysthen Karla Kurman Cabrera               | 21  | 1,76        | Valencia                |
| Bolívar                | Widmarú del Valle Calma Goudet              | 23  | 1,75        | Ciudad Guayana          |
| Canaima                | Mariela Isabel López González               | 23  | 1,74        | Maracaibo               |
| Carabobo               | Desireé Virginia Pallotta Peña              | 20  | 1,76        | Valencia                |
| Cojedes                | Inmary Milagro Rodríguez Boscán             | 22  | 1,71        | Maracaibo               |
| Costa Oriental         | Desireé del Carmen Cueva González           | 17  | 1,75        | Cabimas                 |
| Delta Amacuro          | Jessika Concepción Grau Blequett            | 24  | 1,75        | Caracas                 |
| Dependencias Federales | Leonor Carolina Suárez Lemmo                | 18  | 1,77        | Caracas                 |
| Distrito Capital       | María Andrea Gómez Vásquez                  | 19  | 1,74        | Mérida                  |
| Falcón                 | Anny Vanessa del Río Molina                 | 20  | 1,74        | Barquisimeto            |
| Guárico                | Mónica Spear †                              | 19  | 1,75        | Maracaibo               |
| Lara                   | Emmarys Diliana Pinto Peralta               | 18  | 1,74        | Araure                  |
| Mérida (Venezuela)     | Mariette Daniela Gamra Di Stefano           | 17  | 1,71        | Mérida                  |
| Miranda                | Stephanie Shena Thomas Arthur               | 18  | 1,77        | Caracas                 |
| Monagas                | Alexandra Valentina Butler Delgado-Chalbaud | 19  | 1,78        | Caracas                 |
| Nueva Esparta          | Nathalia Carolina Sánchez Castillejos       | 19  | 1,78        | Anaco                   |
| Península Goajira      | Elice Karina Vizcaya Molero                 | 17  | 1,79        | Maracaibo               |
| Portuguesa             | Christine Maria Aschl Wimmer                | 18  | 1,78        | Acarigua                |
| Sucre                  | Julene Isabel Recao Larrea                  | 23  | 1,79        | Caracas                 |
| Táchira                | Verónica Loschi Carrascal                   | 18  | 1,75        | San Antonio del Táchira |
| Trujillo (Venezuela)   | Andrea Marìa Milroy Díaz                    | 20  | 1,73        | Caracas                 |
| Vargas                 | Daniela Monserrat Pla Henríquez             | 18  | 1,78        | Caracas                 |
| Yaracuy                | Isabella Leticia Gámez Acevedo              | 19  | 1,76        | Caracas                 |
| Zulia                  | Anabel Cristina Montiel Galuppo             | 20  | 1,81        | Maracaibo               |